# بيركهولدرية بصلية جديدة
بيركهولدرية بصلية جديدة (الاسم العلمي:Burkholderia cenocepacia) هي نوع من البكتيريا تتبع جنس البيركهولدرية من فصيلة البيركهولدرات.